# نکارگراخ
نکارگراخ (به آلمانی: Neckargerach) یک شهر در آلمان است که در نکار-ادنوالد واقع شده‌است. نکارگراخ ۲٬۲۹۸ نفر جمعیت دارد.